# Erica esteriana
Erica esteriana är en ljungväxtart. Erica esteriana ingår i släktet klockljungssläktet, och familjen ljungväxter.

## Underarter
Arten delas in i följande underarter:
- E. e. esteriana
- E. e. swartbergensis